# رالف جونسون (مبارز بالسيف)
رالف جونسون (بالإنجليزية: Ralph Johnson)‏ هو مبارز بالسيف بريطاني، ولد في 3 يونيو 1948 في لندن في المملكة المتحدة.

## وصلات خارجية
- رالف جونسون على موقع أوليمبيديا (الإنجليزية)
- رالف جونسون على موقع اللجنة الأولمبية البريطانية (الإنجليزية)